# Ciencias de transferencia
Las ciencias de transferencia o ciencias aplicables, también llamadas ciencias traslacionales, son un campo de investigación interdisciplinario que ha encontrado su impulso en la necesidad de aplicaciones prácticas que ayuden a la población. Estos términos se usan sobre todo en las ciencias de la salud y se refieren a objetos tales como el descubrimiento de nuevos fármacos que ayuden a mejorar la salud humana. Así pues, se trata de transferir la ciencia básica a la práctica clínica con los pacientes o a la difusión de intervenciones comunitarias a nivel de la población.
En los Estados Unidos, los Institutos Nacionales de Salud han puesto en práctica una iniciativa nacional fundamental para dar un impulso a la infraestructura existente en los centros de salud académicos a través de la entrega de Premios en Ciencias Clínicas y en Ciencias Aplicables (the Clinical and Translational Science Awards, en inglés).